# Мировая серия 1926
Мировая серия 1926 — решающая серия игр Главной лиги бейсбола (МЛБ) в сезоне 1926 года, в которой встречались победитель Национальной лиги «Сент-Луис Кардиналс» и чемпион Американской лиги «Нью-Йорк Янкис». Серия проходила с 2 по 10 октября 1926 года на «Янки-стэдиум» и в «Спортсменс-парке». В серии «Кардиналс» одержали победу над «Янкис» со счётом 4:3.
Эта Мировая серия стала первой в истории «Кардиналс», в то время как «Янкис» участвовали уже четвёртый раз за последние шесть лет и были победителями в 1923 году.
В первой игре победу «Янкис» принёс питчер Херб Пеннок со счётом 2:1. Во второй игре Гровер Кливленд Александр сравнял счёт в серии, одержав победу над «Янкис» со счётом 6:2. В третьей игре Джесси Хэйнс сыграл шатаут и вывел Сент-Луис вперед. В четвёртой, победной для «Янкис» игре, Бейб Рут выбил три хоум-рана, что до сих пор является рекордом МЛБ (с тех пор только четыре игрока смогли повторить это достижение). Согласно сообщениям в прессе, Рут пообещал больному мальчику Джонни Сильвестру выбить хоум-ран в его честь в четвёртой игре. После этой игры и выполненного обещания здоровье мальчика удивительным образом улучшилось, а эта история является одним из наиболее знаменитых случаев в истории бейсбола. В пятой игре «Янкис» вновь одержали победу со счётом 3:2.
Играющий менеджер «Кардиналс» Роджерс Хорнсби выбрал Александра стартовым питчером в шестой игре и релиф-питчером в седьмой. С его помощью «Кардиналс» выиграли две последние игры серии и стали чемпионами. В конце седьмой игры, в низу девятого иннинга, когда оставался один аут, «Янкис» проигрывали со счётом 3:2. Рут сделал уолк и отбивать вышел Боб Музель. Во время первой подачи Рут сделал попытку украсть вторую базу. Музель попытался отбить мяч, но промахнулся и кэтчер, поймавший мяч, кинул его игроку второй базы, который вывел Рута из игры, тем самым закончив седьмой матч серии.

## Итоги регулярного чемпионата
В сезоне 1926 года «Сент-Луис Кардиналс» завоевали титул чемпиона Национальной лиги, одержав 85 побед и потерпев 65 поражений, опередив «Цинциннати Редс», занявших второе место, на две победы. Этот сезон для «Кардиналс» стал удачнее предыдущего, в котором команда смогла одержать 77 побед и финишировала на четвёртом месте в лиге. Перед окончанием первой половины сезона 1926 года «Кардиналс» обменяли аутфилдера Хейни Мюллера в «Нью-Йорк Джайентс» на аутфилдера Билли Саутворта. Они также подписали контракт с будущим членом Зала славы Гровером Кливлендом Александром от которого отказались «Чикаго Кабс». Стартовым питчером в клубе был Флинт Рем, одержавший в сезоне 20 побед с показателем ERA 3,21. В предыдущем же сезоне Рем смог одержать всего восемь побед, а ERA составил 4,92. В нападении лидером команды были Джим Боттомли, Роджерс Хорнсби (у которого процент реализации в 1925 году был более 40 %) и кэтчер Боб О’Фарелл, ставший по итогам сезона самым ценным игроком Национальной лиги.
В сезоне 1926 года борьба за чемпионство в НЛ была очень острой. Во время второй и третьей недели сентября лидер турнирной таблицы менялся почти каждый день, так как и «Кардиналс», и «Редс» одержали большое количество побед. 17 сентября Сент-Луису удалось оторваться на одну победу от преследователя, а позже и увеличить отрыв, когда «Редс» проиграли несколько игр подряд. 26 сентября «Кардиналс» проиграли последнюю игру сезона «Редс», но в итоге финишировали на первом месте в НЛ.
«Янкис» показали лучший результат в Американской лиги, одержав 91 победу и потерпев 63 поражений, опередив «Кливленд Индианс» на три победы. Команда намного улучшила результаты по сравнению с предыдущим сезоном, в котором команда одержала всего 63 победы и заняла седьмое место в турнирной таблице. В межсезонье «Янкис» поставили на позицию игрока первой базы Лу Герига и обменяли игрока второй базы Тони Лаззери на новичка. Лидерами команды в нападении в сезоне были Гериг, Лаззери, Рут и Эрли Комбс, а в стартовом составе на питчерскую горку выходили Пеннок, Херб и Урбан Шокер, которые на двоих одержали 42 победы.
В начале сентября 1926 года большинство болельщиков «Кливленд Индианс» было уверено, что их команда станет победителем АЛ даже несмотря на то, что «Янкис» в очной серии одержали над ними победу. Эта уверенность была настолько большой, что клуб стал бронировать билеты на Мировую серию. Однако «Индианс» проиграли три из своих последних четырёх игр, завершив сезон с отставанием в три победы от Нью-Йорка.
11 сентября комиссар МЛБ Кенесо Маунтин Лэндис встретился с представителями четырёх лучших команд лиги (по две с каждой лиги). На встрече команды договорились, что первую и вторую игры (назначенные на 2 и 3 октября) и шестую и седьмую игры проведут на поле команды АЛ, а остальные будет принимать команда НЛ. Время начала каждого матча будет 13:30 по местному времени.
Некоторые букмекеры считали, что «Янкис» станут победителями Мировой серии, давая на их победу 15 к 1. Другие же, как например ведущие букмекерские конторы Нью-Йорка, считали, что силы команд равны. Один из журналистов New York Times написал: «немного оснований для установки либо команду фаворитом». Не обращая внимания на предсказания, игроки обеих команд были уверены в своей победе. Хорнсби сказал: «Мы собираемся пройти через победителей. У нас лучший состав питчеров, лучшие отбивающие и больший опыт. Это всё, что нужно для победы…Мы собираемся побить „Янкис“. Любой из моих партнёров по команде скажет это и мы сделаем это». На что капитан команды «Янкис» Миллер Хиггинс возразил: «Мы уверены, что победим. Всё будет зависеть от того, какая команда будет лучше бить, и мы уверены, что это будем мы. Мы вышли из нашего кризиса с отбиванием. У нас более опытная команда и более опытные питчеры. Мы примерно равны в инфилде, но наши игроки более надёжны. Наши аутфилдеры лучше, сильнее и опытнее, и все парни дерзки и готовы. Ни в их умах, ни в моём нет сомнений, что „Янкис“ победят».

## Мировая серия

### Игра 1
Суббота, 2 октября 1926 года на «Янки-стэдиуме» в Бронксе, Нью-Йорк
| Команда   | 1 | 2 | 3 | 4 | 5 | 6 | 7 | 8 | 9 | R | H | E |
| --------- | - | - | - | - | - | - | - | - | - | - | - | - |
| Сент-Луис | 1 | 0 | 0 | 0 | 0 | 0 | 0 | 0 | 0 | 1 | 3 | 1 |
| Нью-Йорк  | 1 | 0 | 0 | 0 | 0 | 1 | 0 | 0 | X | 2 | 6 | 0 |

WP: Херб Пеннок (1–0)  LP: Билл Шредел (0–1)  

Первую игру 2 октября, проходившую на «Янки-стэдиуме», пришло посмотреть 61 658 человек. Те, кому не удалось достать билет на матч, собрались в Ратуше, чтобы наблюдать за ходом игры на двух больших табло. Сенатор США Роберт Ф. Вагнер исполнил первый церемониальный бросок перед началом игры, после чего занял место в ВИП-ложе рядом с мэром Нью-Йорка Джимми Уокером. На матче также присутствовали комиссар Лэндис и бывший чемпион мира в тяжёлом весе Джек Демпси. Игру начал питчер-левша «Кардиналс» Билл Шердел, который в регулярном чемпионате отыграл 235 иннингов и показал результат 16-12. Стартовым питчером «Янкис» был Пеннок, одержавший в сезоне 20 побед. Будущий член Зала славы по прозвищу «Рыцарь Кеннет-сквера» (англ. The Knight Of Kennett Square) в регулярном чемпионате отыграл 266,1 иннинга с показателем ERA 3,62 и занял третье место в голосовании на звание самого ценного игрока Американской лиги, уступив лишь Джорджу Бёрнсу и Джонни Мостилу.
В начале игры Тейлор Даутхит выбил дабл, а после удачного удара Саутуорта смог перебежать на третью базу. Там же он оставался после выхода на биту Хорнсби, но после сингла Джима Боттомли смог добежать до домашней базы, заработав первое очко в Мировой серии. Внизу первого иннинга питчер «Кардиналс» Шредел позволил сделать уолки Эрлу Комбсу, Бебу Руту и Бобу Мьюселу, таким образом к моменту выхода Лу Герига на биту все базы были загружены. Геригу удалось выбить граунд-бол, а Комбсу добежать до домашней базы и сравнять счёт.
Внизу третьего иннинга Рут выбил сингл, а после удачного отбивания Мьюсела побежал на вторую базу. Чтобы быстрее достичь базы Рут сделал подкат во время которого порвал штаны, на что радио-комментатор Грэхам Макнэйм воскликнул «Бейб цвета дома из красного кирпича!». Под аплодисменты и смех болельщиков тренер команды Док Вудс выбежал на поле и несколькими стежками зашил штаны. После того, как игра была возобновлена, Гериг выбил флай-бол в левый филд и на этом иннинг закончился.
К низу шестого иннинга счёт по прежнему был равным и в это время над полем пошёл дождь. Рут выбил сингл по линии третьей базы. После жертвенного банта Мьюсела Руту удалось достичь второй базы, а после сингла Герига Бейб добежал до дома, выведя «Янкис» вперёд. Лаззери легко отбил мяч в левую часть площадки, но Геригу не удалось добежать до третьей базы. Позже Лаззери перебежал на вторую базу, а после ошибки Дагана игроки "Янкис" заняли первую и третью базу, но уже вскоре Даган был пойман при попытке перебежать на вторую базу и иннинг был завершён.
Вверху девятого иннинга Боттомли выбил сингл, но не смог продвинуться далее по базам, таким образом «Янкис» одержали победу в первом матче со счётом 2:1. Лучшим игроком нападения в матче стал Гериг, заработавший оба RBI своей команды. Пеннок закончил игру, сделав четыре страйк-аута и пропустил три хита — два в первом и один в девятом иннинге. Проигравший питчер «Кардиналс» Шердел дал заработать своим соперником два очка, пропустив шесть хитов и сделав всего один страйк-аут.

### Игра 2
Воскресенье, 3 октября 1926 года на «Янки-стэдиуме» в Бронксе, Нью-Йорк
| Команда   | 1 | 2 | 3 | 4 | 5 | 6 | 7 | 8 | 9 | R | H  | E |
| --------- | - | - | - | - | - | - | - | - | - | - | -- | - |
| Сент-Луис | 0 | 0 | 2 | 0 | 0 | 0 | 3 | 0 | 1 | 6 | 12 | 1 |
| Нью-Йорк  | 0 | 2 | 0 | 0 | 0 | 0 | 0 | 0 | 0 | 2 | 4  | 0 |

WP: Гровер Кливленд Александр (1–0)  LP: Урбан Шокер (0–1)  
Хоум-раны:  STL – Билли Саутуорт (1), Томми Тевенау (1)
Вторая игра серии прошла уже на следующий день, 3 октября, на стадионе «Янкис» перед 63 600 болельщиками. Стартовым питчером «Янкис» был Урбан Шокер, который в регулярном чемпионате одержал 19 побед, потерпев 11 поражений, и был вторым лучшим питчером команды после Пеннока. В сезоне 1926 года он отыграл 258 иннингов с показателем ERA 3,38 и сделал 59 страйк-аутов. Стартовым питчером «Кардиналс» во второй игре был 39-летний ветеран Гровер Кливленд Александр. В прошедшем сезоне его показатели были значительно хуже, чем в его лучшие годы в конце 1910-х, когда он выступал за «Филадельфию Филлис» и «Чикаго Кабс». Сезон 1926 года он закончил с результатом 12-10, отыграв 200 иннингов с показателем ERA 3,05 и сделав 48 страйк-аутов.
Первыми на биту вышли игроки «Кардиналс». После дабла Роджерса Хорнсби Джим Боттомли выбил граунд-аут, завершив опасное нападение своей команды. Во время атаки «Янкис» Марк Кёниг попал под дабл-плей, а Бейб Рут получил страйк-аут. Во втором иннинге «Кардиналс» вновь начали удачное нападение: кэтчер Боб О’Фарелл и шорт-стоп Томми Тевенау выбили по синглу, однако их в нападении никто не поддержал и команда закончила иннинг без набранных очков. Внизу второго иннинга «Янкис» удалось первыми открыть счёт. Боб Мьюсел выбил сингл в центр-филд, а после удачного отбивания Герига добежал до второй базы. Тони Лаззери выбил сингл, а Мьюсел смог добежать до дома. Позже Джо Даган также выбил сингл, а Лаззери переместился на третью базу. Следующим вышел на биту кэтчер «Янкис» Хэнк Северид, который получил страйк-аут. Во время его выхода Лаззери смог украсть домашнюю базу из-за ошибки Александра, который неудачно кинул мяч кэтчеру. Второй иннинг завершился после того, как Александру удалось выбить Шокера.
В третьем иннинге Тейлор Даутит и Билли Саутуорт выбили по синглу и оказались на второй и первой базе соответственно. Следующий отбивающий, Хорнсби, сделал жертвенный бант и передвинул бегущих по базам, а затем Боттомли выбил сингл, загнав обоих бегущих в дом. Следующие два отбивающие выбили ауты и на этом иннинг закончился. В верху седьмого иннинга Боб О’Фарелл выбил дабл, а Томми Тевеноф — сингл. Следующих двух отбивающих защите «Янкис» удалось вывести в аут, однако затем Саутуорт выбил трёхочковый хоум-ран, увеличив преимущество своей команды до 5:2. В верху восьмого иннинга, после того, как Боттомли выбил сингл, менеджер «Янкис» Миллер Хаггинс поменял шокера на Боба Шоуки. Шоуки удалось сделать страйк-ауты следующим двум отбивающим, а Боттомли поймали при попытке украсть базу. «Янкис» же в своей половине иннинга опять не смогли набрать ни одного очка.
В девятом иннинге Шоуки заменили на Сэд Сэма Джонсона. Джонсон пропустил внутренний хоум-ран от Тевенова, который сделал всего два хоум-рана в карьере, причём оба были внутренними и оба в сезоне 1926 года. Затем он позволил сделать пробежку Даутлиту и Хорнсби, а Саутуорт выбил сингл. При всех занятых базах и двух аутах Боттомли выбил флай-бол и нападение Кардинал закончилось. «Янкис» внизу последнего иннинга вновь не набрали ни одного очка и проиграли «Кардиналс» со счётом 6:2. Александр отыграл полную игру, позволив соперникам сделать хиты в двух из девяти иннингов, и не пропустив ни одного очка после третьего. В игре он сделал 10 страйк-аутов, позволил соперникам сделать четыре хита и набрать одно очко, а также сделать одну пробежку. Шокер же за семь ининнгов позволил соперникам сделать десять хитов, набрать 5 очков, включая 1 хоум-ран. Шоуки отыграл совершенный иннинг, сделав два страйк-аута, а Джонсон пропустил два хита и позволил сделать две пробежки.